# Province di Panama

Province, comarche e sottoprovince di Panama

Le province di Panama costituiscono la suddivisione di primo livello del Paese e sono in tutto dieci; ad esse sono equiordinate tre comarche (comarcas indígenas), mentre altre due comarche rappresentano suddivisioni di livello inferiore. Sia le province che le comarche di Emberá-Wounaan e Ngäbe-Buglé si articolano a loro volta in distretti.

## Lista

### Province
| Localizzazione | Bandiera | Provincia      | Capoluogo            | Popolazione (2011) | Superficie (Km²) |
| -------------- | -------- | -------------- | -------------------- | ------------------ | ---------------- |
|                |          | Bocas del Toro | Bocas del Toro       | 125 461            | 4 657,2          |
|                |          | Chiriquí       | David                | 416 873            | 6 490,9          |
|                |          | Coclé          | Penonomé             | 233 708            | 4 949,6          |
|                |          | Colón          | Colón                | 241 928            | 4 575,5          |
|                |          | Darién         | La Palma             | 48 378             | 11 892,5         |
|                |          | Herrera        | Chitré               | 109 955            | 2 362,0          |
|                |          | Los Santos     | Las Tablas           | 89 592             | 3 809,4          |
|                |          | Panama         | Panama               | 1 410 175          | 9 166,4          |
|                |          | Panama Ovest   | La Chorrera          | 464 038            | 2 786,1          |
|                |          | Veraguas       | Santiago de Veraguas | 226 991            | 10 587,5         |

### Comarche
| Localizzazione | Bandiera | Provincia      | Capoluogo       | Popolazione (2011) | Superficie (Km²) |
| -------------- | -------- | -------------- | --------------- | ------------------ | ---------------- |
|                |          | Emberá-Wounaan | Cirilo Guainora | 10 001             | 4 393,9          |
|                |          | Guna Yala      | El Porvenir     | 33 109             | 2 358,2          |
|                |          | Ngäbe-Buglé    | Chichica        | 156 747            | 6 814,2          |

### Sottoprovince
| Localizzazione | Bandiera | Provincia         | Capoluogo | Popolazione (2011) | Superficie (Km²) |
| -------------- | -------- | ----------------- | --------- | ------------------ | ---------------- |
|                |          | Kuna de Madugandí | Akua Yala | 4 350              | 2 318,8          |
|                |          | Kuna de Wargandí  | Nurra     | 809                | 755              |